# Alexandra London
Alexandra London (París, 29 d'abril de 1973) és una actriu francesa. Està casada amb l'actor Olivier Sitruk des de 2003.

## Filmografia

### Cinema
- 1989: Les Maris, les Femmes, les Amants de Pascal Thomas: Brigitte
- 1992: Van Gogh de Maurice Pialat: Marguerite Gachet
- 1995: Le Bonheur est dans le pré d'Étienne Chatiliez: Géraldine Bergeade
- 1996: Mémoires d'un jeune con de Patrick Aurignac: Sophie
- 1996: Le Cri de la soie d'Yvon Marciano: Aude
- 1997: J'ai horreur de l'amour de Laurence Ferreira Barbosa: Marie
- 1999: Pourquoi pas moi ? de Stéphane Giusti: Ariane
- 2000: Les Destinées sentimentales d'Olivier Assayas
- 2000: Les Frères Sœur de Frédéric Jardin: Julie
- 2004: L'Ennemi naturel de Pierre Erwan Guillaume: L'amant de Tanguy
- 2009: Je vais te manquer d'Amanda Sthers: Maria

### Televisió
- 1994: Eugénie Grandet de Jean-Daniel Verhaeghe a partir de l'obra d'Honoré de Balzac: Eugénie Grandet
- 2000: Victoire, ou la douleur des femmes, telefilm de Nadine Trintignant (fulletó TV): Alexandra adulta
- 2002-2007: La Crim' fulletó - 26 episodis (sèrie de televisió): Florence Bailly / Nadège Carvin
- 2007: Le Clan Pasquier (mini-sèrie de televisió) de Jean-Daniel Verhaeghe: Clémence
- 2010: Le Gendre idéal 2, telefilm d'Arnaud Sélignac: Cliente bio
- 2010: Profilage - episodi:  Réussir ou mourir  (sèrie de televisió): Dr Ribrioux
- 2012: Le Sang de la vigne - episodi: Mission à Pessac (sèrie de televisió): Jeanne Laville